# Quai Sainte-Attale
Le quai Sainte-Attale (quai Saint-Étienne jusqu'en 2019) est un quai de Strasbourg situé à la confluence du canal du Faux-Rempart et de l'Ill. Compris entre le pont Saint-Étienne et le pont Saint-Guillaume, il relie la rue de la Courtine à la rue de la Pierre-Large.

## Toponymie

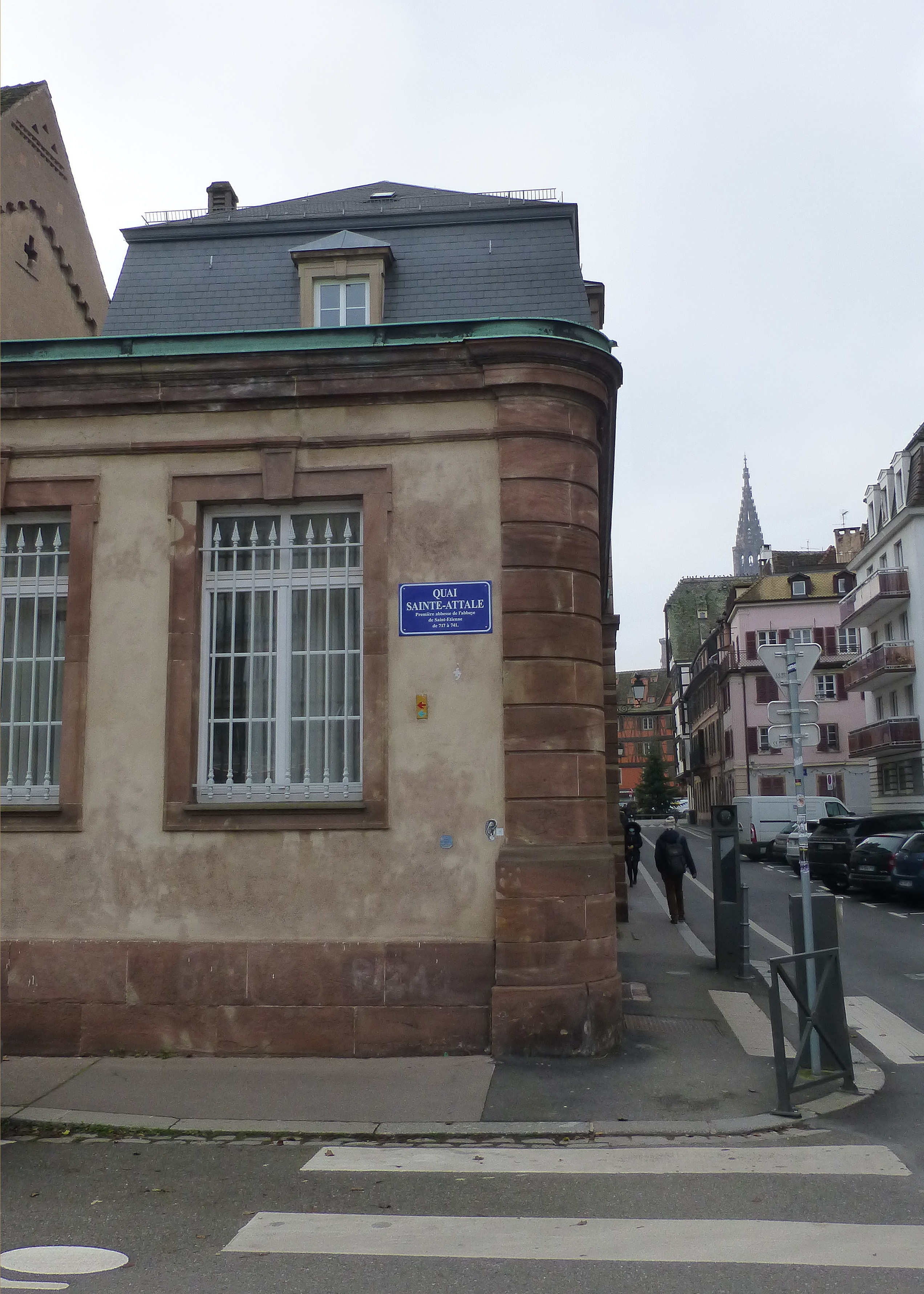
Le quai au débouché de la rue de la Courtine.

La voie porte successivement différentes dénominations, en allemand ou en français : quai Saint-Étienne (1840), Sankt-Stephan-Staden (1872), quai Saint-Étienne (1918), Sankt Stephansstaden (1940), quai Saint-Étienne (1945), quai Sainte-Attale (2019). 
Le quai prend le nom de sainte Attale (690-741) qui fut la première abbesse de l'abbaye Saint-Étienne, fondé par son père, le duc Adalbert, sur l'emplacement de l'actuelle église Saint-Étienne. Il a été renommé à l'occasion du 1300e anniversaire de la fondation de l'abbaye.

## Histoire
Le quai actuel date de 1840. Sur cet emplacement s'élevaient auparavant des hangars où l'on entreposait les bois de chauffage de la ville. À l'entrée de cet enclos un fonctionnaire préposé au chantier (Hagmeister) vivait dans une vieille maison à proximité  d'une haute tour qui donnait accès au pont Saint-Guillaume. 

## Bâtiments remarquables

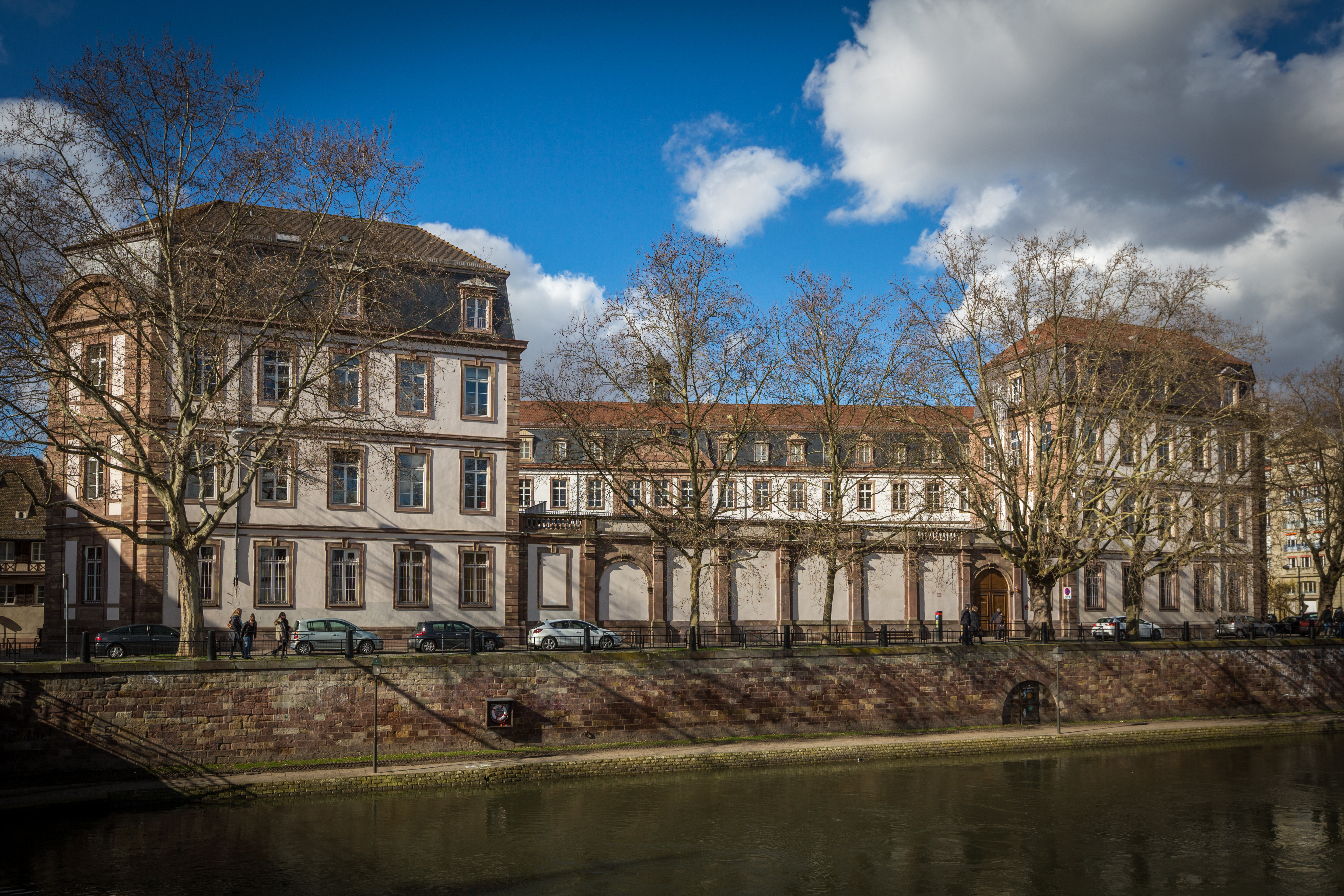
Collège Saint-Etienne.

Le quai est bordé sur toute sa longueur par les bâtiments du collège épiscopal Saint-Étienne.